# Peștera Toplița
Peștera Toplița este o arie protejată de interes național ce corespunde categoriei a III-a IUCN (rezervație naturală de tip speologic), situată în județul Bihor, pe teritoriul administrativ al comunei Dobrești.

## Descriere
Rezervația naturală a fost declarată arie protejată prin Legea Nr.5 din 6 martie 2000 (privind aprobarea Planului de amenajare a teritoriului național - Secțiunea a III-a - zone protejate, publicată în Monitorul Oficial al României, Nr.152 din 12 aprilie 2000) și se întinde pe o suprafață de 0,10 hectare. Aceasta se suprapune sitului de importanță comunitară - Defileul Crișului Repede - Pădurea Craiului.
Peștera Toplița este situată în Munții Pădurea Craiului și reprezintă o cavitate (cavernă) cu galerii și concrețiuni de agregate minerale. Peștera Toplița joncționează printr-o galerie cu Peștera Ciurul Ponor.